# Південно-Західна Асмара
Південно-Західна Асмара — міський район міста Асмара зоби (провінції) Маекел, що в Еритреї.